# 스즈키 아이리
스즈키 아이리(일본어: 鈴木愛理, 1994년 4월 12일~)는 일본 지바현 출신(기후현 태생)의 여성 아이돌 가수, 영화배우이다. ℃-ute, Buono!의 멤버였다가 현재 솔로 여가수로 활동하고 있다. 연예사무소 업프런트 크리에이트(업프런트 그룹) 소속. 애칭은 오스즈, 아이링, 갓파 등이 있다.

## 특징
- 아버지는 프로 골퍼(스즈키 토오루)이며 어머니는 전직 국가대표 골프 선수(마루야 쿄코)였다. MC 토크에서 골프에 관련된 화제가 자주 등장한다.
- 키우고 있는 강아지는 총 6마리다.
- 스스로 말하길 “성격은 보기보다 느긋한 편”이라고 한다.
- 좋아하는 동물은 강아지다.
  - 2009년부터 프로필 상 '인간을 가장 좋아한다'고 표현하고 있다.
- 좋아하는 계절은 봄이다.
- 좋아하는 음식은 오이, 가루차, 두유, 모츠나베 등.
- 좋아하는 색은 하양, 검정, 핑크, 녹색이다.
- 좋아하는 아티스트로는 아무로 나미에, SPEED 등이 있다.
- 2011년부터 기타 연주를 할 수 있게 되었다. 코넷을 불 수 있다.
- 2006년 신춘에 개최된「Hello! Project 2006 Winter ~원더풀 하츠~」콘서트에서 의상에 달린 번호는「66」(6월 6일의 탄생화가 아이리스).
- 헬로! 프로젝트의 요시자와 히토미와 생일이 같다. 나이는 요시자와 히토미보다 9살 어리다.
- 2012년 현재 큐트에서의 이미지 컬러는 핑크이다.
  - 2009년까지의 이미지 컬러는 연두색이었으나 2009년 11월 21일(토)에 요미우리 랜드에서 열린 ℃-ute Cutie Circuit 2009 ～Five～ 이벤트에서 이미지 컬러가 분홍색으로 바뀐 것을 발표하였다. 보노에서는 계속 연두색.
- 자신의 라이벌은 자기 자신이라고 여러 인터뷰에서 발표했다.
- 베리큐!에서 갓파복장을 하고 베리즈코보 멤버들을 놀라게 한 적이 있기 때문에 팬들에게는 "갓파아이리"라고 불리기도 한다.
- 2007년 7월 21일 츠구나가 모모코(Buono!리더겸컨트리걸즈리더) 와 나츠야키 미야비(Buono!서브리더겸PINK CRES.리더) 와 Buono!(보노) 로 활동중
- 친구 츠구나가 모모코.나츠야키 미야비(PINK CRES.리더).스가야 리사코.나카지마 사키.오카이 치사토.하기와라 마이.아사히 나오.친한후배 이시다 아유미(모닝구무스메).
- 좋아하는 가수와 팬으로 활동중인 가수는 모닝구무스메의 5기멤버 이자 OG멤버인 다카하시 아이와 대한민국의 솔로가수인 보아이다.
- 오디션곡:보아의 일본싱글3집 気持ちはつたわる(한글:마음은 전해진다)
- 목소리는 귀엽다.

## 작품

### 싱글
1. Escape(2019년 9월 4일)
2. ハートはお手上げ(2022년 6월 1일)
3. heart notes(2023년 3월 29일)

### 착신 싱글
1. BABY! WE CAN DO IT!(2020년 4월 28일)
2. Let The Show Begin(2020년 5월 29일)
3. Easy To Smile(2020년 8월 1일)
4. きみにだけ人見知り(Home Demo ver.)(2020년 8월 1일)
5. 真夜中のメリーゴーランド(2020년 12월 21일)
6. Be Brave(2021년 6월 17일)
7. rescue(2021년 11월 7일)
8. Pink Shadow(ANIMALS Ver.)(2022년 9월 21일)
9. 最強の推し!(TV Version)(2023년 10월 5일)
10. 最強の推し!(2023년 10월 25일)
11. 恋におちたら feat. 空音&☆Taku Takahashi(2024년 3월 6일)
12. Ruby(2025년 5월 14일)
13. Oops!(2025년 6월 7일)
14. ゼロイチ(2025년 7월 29일)

### 참가 작품
- 「미니모니。와 다카하시 아이+4KIDS」
- ALL FOR ONE & ONE FOR ALL!(2004년 12월 1일 발매, 초회반 : EPCE-5343／통상반 : EPCE-5344) C/W 好きになっちゃいけない人
- 「스즈키 마사유키 feat. 스즈키 아이리」DADDY! DADDY! DO! feat. 鈴木愛理(2020년 4월 15일 발매, ESCL-5397)
- 「40mP feat. 스즈키 아이리」空は二度燃える(2021년 3월 21일 착신, 착신 싱글)
- 「스즈키 아이리×Blue Vintage」Apple Pie(2021년 4월 12일 착신, 착신 싱글)
- 「오오이시 마사요시」主人公になろう! feat.鈴木愛理(2025년 1월 3일 발매)
- 「HOYO-MiX×스즈키 아이리」Star Odyssey(2025년 6월 13일 착신, 착신 싱글)
- 그 외「아아!」,「℃-ute」,「Buono!」,「다이아 레이디」참조

### 앨범
1. Do me a favor(2018년 6월 6일)
2. i(2019년 12월 18일)
3. 26/27(2022년 2월 2일)
4. 28/29(2024년 3월 20일)

### DVD/Blu-ray
- “鈴木愛理写真集「CLEAR」” メイキングDVD 〜特別編集版〜(2008년 1월 28일)
- 鈴木愛理 in 沖縄 AIRI'S CLASSIC(2008년 6월 25일)
- Pure Blue(2009년 7월 1일)
- 夏休み(2010년 8월 25일)
- 気分てんかん(2011년 7월 13일 DVD/2011년 8월 31일 Blu-ray)
- 夏カラダ(2011년 8월 3일 DVD/2011년 9월 7일 Blu-ray)
- ここが好き(2012년 7월 25일)
- 私の∮Keyを知ってますか(2013년 9월 25일)
- 新嘉坡(2014년 6월 25일)
- 鈴木愛理 1st LIVE ～Do me a favor @ 日本武道館～(2018년 10월 31일 DVD / Blu-ray)
- 鈴木愛理 LIVE TOUR 2018 “PARALLEL DATE”(2019년 5월 22일 DVD / Blu-ray)
- 鈴木愛理 LIVE PARTY No Live, No Life?(2020년 5월 20일)
- 鈴木愛理 LIVE 2023～ココロノオトヲ～(2023년 11월 29일)
- 鈴木愛理 LIVE PARTY No Live, No Life??!(2024년 5월 22일)
- 鈴木愛理 LIVE PARTY #NLNL EX ～未完ガラクタカプセル～(2025년 3월 19일)

## 활동
헬로! 프로젝트, 헬로! 프로젝트 키즈 및 각 소속 유닛에서의 활동은 각각의 항목을 참조.

### 백댄서
- 고토 마키「手を握って歩きたい」(2002년 5월)

※ 헬로! 프로젝트 키즈로 뽑히기 전에 업프런트 뮤직 스쿨의 원생으로서 참가하였다.

### 텔레비전 방송
- HEY!HEY!HEY! MUSIC CHAMP(후지테레비 계열)에서 후지모토 미키「ブギートレイン'03」의 백댄서로 출연
- 제54회 NHK 홍백가합전에서 마츠우라 아야「ね~え?」의 백댄서로 출연
- 그 외「아아!」「℃-ute」참조
- ℃-ute Has Come ～キュートガヤッテキタ～(2007년 2월 3일·2월 17일, KIDS Station)
- 베리큐!(2008년 3월 13일~10월 3일, 테레비도쿄)
- 요로센!(2008년 10월 6일~2009년 3월 27일, 테레비도쿄)
- 미녀방담(2009년 4월 30일·5월 7일, 테레비도쿄)

### 라디오 방송
- Airi's Potion(2016년 7월 6일~, i-dio TS ONE)
- 스즈키 아이리 아이리 아이리 마니아 Radio(2018년 7월 8일~, RKB 마이니치 방송)
- HELLO! DRIVE! -하로드라-(2017년 10월 2일~2019년 6월 24일, 라디오네오) - 월요일 담당
- back number 노랫말~ 그 가사에 이 에피소드~(2018년 2월 12일, NHK 라디오 제1방송)

### 인터넷
- 제22회 하로프로 비디오 채팅(2005년 8월 18일, 헬로! 프로젝트 on 프렛츠)

### 영화
- 뱀파이어 시리즈 BROTHERS(2011년 10월 8일)
- 휴대폰 그녀(2011년)
- 고멘나사이(2011년 10월 29일)
- 왕게임(2011년 12월 17일, BS-TBS)

### 무대
- 아이카 미레 주연 뮤지컬「34번가의 기적－HEAR'S LOVE－」(2004년 11월 27일~12월 28일)

### 콘서트

#### 단독
- 스즈키 아이리 1st LIVE ~Do me a favor @ COTTON CLUB~(2018년 3월 26일~4월 1일·24일~29일, 코튼 클럽, 전 23회 공연 중 레이트 쇼 7회 공연)
- 스즈키 아이리 1st LIVE ~Do me a favor @ Zepp 도쿄 / 난바 Hatch~(2018년 4월 9일·10일, Zepp 도쿄·4월 16일, 난바 Hatch / 전 3회 공연)
- 스즈키 아이리 1st LIVE ~Do me a favor @ 일본 무도관~(2018년 7월 9일, 일본 무도관)
- 스즈키 아이리 LIVE TOUR 2018 “PARALLEL DATE”(2018년 11월 3일~12월 17일, 8개 도시 8회 공연)
- 스즈키 아이리 LIVE TOUR 2019 “Escape”(2019년 5월 25일~8월 4일, 9개 도시 9회 공연)
- 스즈키 아이리 LIVE PARTY No Live, No Life?(2019년 12월 21일~25일, 3개 도시 3회 공연)
- 스즈키 아이리 LIVE 2020 Airing the Bell @ YOKOHAMA ARENA(공연 중지, 요코하마 아레나)[1]
- 스즈키 아이리 LIVE 2021 ~26/27~ @ 일본 무도관(2021년 10월 13일, 일본 무도관)
- 스즈키 아이리 LIVE 2021 ~26/27~ @ 오사카(2021년 10월 23일, NHK 오사카 홀, 2회 공연)
- 스즈키 아이리 LIVE 2021 ~26/27~ @ 나고야~(2021년 11월 3일, 일본 특수도업 시민회관 빌리지홀, 2회 공연)
- 스즈키 아이리 LIVE PARTY No Live, No Life??(2022년 11월 5일~2023년 1월 9일, 8개 도시 12회 공연)
- 스즈키 아이리 AFTER LIVE PARTY #패자부활송의 역습(2023년 2월 23일~3월 19일, 요코하마 랜드마크 홀, 4회 공연)
- 스즈키 아이리 LIVE 2023 ~마음의 소리여~(2023년 6월 11일~24일, 2개 도시 6회 공연)
- 스즈키 아이리 LIVE PARTY No Live, No Life??!(2023년 12월 1일~2024년 2월 4일, 7개 도시 7회 공연)
- 스즈키 아이리 LIVE PARTY #NLNL EX ~미완 잡동사니 캡슐~(2024년 9월 15일~11월 17일, 7개 도시 14회 공연)
- 스즈키 아이리 LIVE 2025 ~Oops!~(2025년 6월 7일~7월 29일, 7개 도시 14회 공연)

#### 합동
- 후지모토 미키 퍼스트 콘서트 투어 2003 봄 ~MIKI①~ 출연(2003년 3월 2일, Zepp 도쿄) -「ブギートレイン'03」백댄서
- KAN BAND LIVE TOUR 2009【그럼, 스위스의 수도는?】- 오프닝 SE의 구령
- Hello! Project 20th Anniversary!! Hello! Project COUNTDOWN PARTY 2017 ~GOOD BYE & HELLO!~(2017년 12월 31일, 나카노 선플라자) - 서프라이즈 출연
- Heart to Heart 2020 ~Covers~(2020년 9월 27일~12월 20일, 10개 도시 22회 공연)
- M-line Special 2021 ~Make a Wish!~(2021년 1월 31일, 셀리안 타워 볼룸, 2회 공연·2월 6일, 도카이 시 예술회관 대홀, 2회 공연·21일, 마츠시타 IMP홀, 2회 공연·27일, Zepp 도쿄, 2회 공연·3월 6일, 센다이 GIGS, 2회 공연·20일, NHK 오사카 홀, 2회 공연·27일, 후쿠오카 국제회의장 메인홀, 2회 공연·3월 28일, 일본 특수도업 시민회관 빌리지홀, 2회 공연·4월 4일, 오사카 산케이홀 브리제, 2회 공연·4월 29일, 하치오지 시 예술문화회관 이치죠 홀, 2회 공연·5월 8일, 아마신 알카익 홀 옥토, 2회 공연·9일, 아이치 오와리아사히 시 문화회관, 2회 공연, 15일·16일, 메구로 퍼시몬 홀, 4회 공연·30일, 지바 시민회관 대홀, 2회 공연·6월 5일, 나고야 시민회관, 2회 공연, 12일, NHK 오사카 홀, 2회 공연·20일(정기), 나카노 선플라자, 2회 공연·26일(정기), 토다 시 시민회관, 2회 공연·27일, 센다이 GIGS, 2회 공연·7월 24일, KT Zepp 요코하마, 2회 공연·25일, Zepp 난바, 2회 공연·8월 29일(정기), 마츠시타 IMP홀, 2회 공연·9월 11일, 에도가와 구 종합문화센터 대홀, 2회 공연·26일, Zepp Osaka Bayside, 2회 공연·11월 20일, 나카노 선플라자, 2회 공연·12월 11일, Zepp 도쿄, 2회 공연)
- 오가타 리사「bon voyage!」in COTTON CLUB (2022년 1월 12일·13일, COTTON CLUB) - 게스트로서 출연.
- 그 외「℃-ute」,「Buono!」참조

## 비고
- 업프런트 뮤직 스쿨 출신이다.
- 아버지는 프로 골퍼인 스즈키 토오루이다. 어머니도 전 프로 골퍼인 스즈키 쿄코이다.

## 소속 유닛
- Buono!(보노, 2007년~2018년)
- 다이아 레이디(2013년~2020년)